# Table des caractères Unicode/U10280
Cette page contient des caractères spéciaux ou non latins. S’ils s’affichent mal (▯, ?, etc.), consultez la page d’aide Unicode.
Table des caractères Unicode U+10280 à U+1029F.

## Lycien(Unicode 5.1)
Caractères utilisés pour l’écriture avec l’alphabet lycien : lettres unicamérales.

### Table des caractères
| en fr   | 0 | 1 | 2 | 3 | 4 | 5 | 6 | 7 | 8 | 9 | A | B | C | D | E | F |
| ------- | - | - | - | - | - | - | - | - | - | - | - | - | - | - | - | - |
| U+10280 | 𐊀 | 𐊁 | 𐊂 | 𐊃 | 𐊄 | 𐊅 | 𐊆 | 𐊇 | 𐊈 | 𐊉 | 𐊊 | 𐊋 | 𐊌 | 𐊍 | 𐊎 | 𐊏 |
| U+10290 | 𐊐 | 𐊑 | 𐊒 | 𐊓 | 𐊔 | 𐊕 | 𐊖 | 𐊗 | 𐊘 | 𐊙 | 𐊚 | 𐊛 | 𐊜 |   |   |   |